# Força restauradora

La força restauradora o força elàstica, en un context físic, és una força variable que dona lloc a un equilibri en un sistema físic. Si el sistema s'allunya de l'equilibri, la força restauradora tendirà a que el sistema torni a l'equilibri. La força restauradora és una funció només de la posició de la massa o partícula. Sempre es dirigeix de nou cap a la posició d'equilibri del sistema. La força restauradora se refereix sovint en un moviment harmònic simple. La força responsable de restaurar la mida i la forma originals es denomina força restauradora.
Un exemple és l'acció d'una molla. Una molla idealitzada exerceix una força que és proporcional a la quantitat de deformació de la molla de la seva longitud d'equilibri, exercida en una direcció per oposar-se a la deformació. Estirant de la molla a una longitud més gran, fa que s'exerceixi una força que fa que la molla retorni a la seva longitud d'equilibri. La quantitat de força es pot determinar multiplicant la constant de l'elasticitat de la molla per la quantitat d'estirament.
Un altre exemple és el d'un pèndol. Quan el pèndol no es balanceja, totes les forces que actuen sobre el pèndol estan en equilibri. La força deguda a la gravetat i la massa de l'objecte al final del pèndol és igual a la tensió a la corda que sosté l'objecte cap amunt. Quan un pèndol es posa en moviment, el lloc d'equilibri està a la part inferior de l'oscil·lació, el lloc on descansa el pèndol. Quan el pèndol es troba a la part superior del seu balanceig, la força que porta el pèndol a aquest punt mitjà és la gravetat. Com a resultat, en aquest cas, la gravetat pot ser vista com la força restauradora en això.
Restauració de la força d'un balanceig: (f = -kx) també coneguda com la Llei de Hooke.